# Mariam Abdel Aleem
Mariam Abdel Aleem, née le 28 décembre 1930, morte le 26 avril 2010, est une artiste égyptienne et une professeure d'art.

## Biographie
Née en 1930, elle s’oriente vers des formations artistiques, obtient une licence en arts à la faculté des beaux-arts du Caire en 1954 et un master en arts graphiques en 1957 à l'université de Californie du Sud.
À partir de 1958, Aleem enseigne la gravure à la faculté des beaux-arts d'Alexandrie. En 1968, elle devient professeur adjoint et dirige le département de gravure. Elle devient professeur titulaire en 1975 et dirige le département de design de 1985 à 1990. Elle obtient un doctorat en histoire de l'art à l'université de Helwan du Caire.
Ses compositions intègrent souvent du texte arabe et présentent à la fois de la calligraphie manuscrite et du texte collé. Mariam Abdel Aleem a également produit des peintures axées sur les représentations de la culture populaire égyptienne. Aleem expose dans le monde entier, notamment aux États-Unis, au Liban, en Égypte, en Allemagne, en Italie et en Norvège, et notamment dans les biennales, notamment la Biennale de Venise et la Biennale de São Paulo. Elle meurt en 2010, à 79 ans.